# Ларссон, Бу
Бу Ларссон (швед. Bo Larsson; 5 мая 1944, Мальмё — 18 декабря 2023, Мальмё) — шведский футболист, играл на позиции нападающего. Первый игрок, дважды признававшийся лучшим шведским футболистом года (в 1965 и 1973 годах).

## Клубная карьера
В профессиональном футболе дебютировал в 1962 году выступлениями за клуб «Мальмё», в котором провёл четыре сезона, приняв участие в 86 матчах чемпионата.
Своей игрой за эту команду привлёк внимание представителей тренерского штаба немецкого «Штутгарт», к составу которого присоединился в 1966 году. Сыграл за штутгартский клуб следующие три сезона своей игровой карьеры. Большую часть времени, проведённого в составе «Штутгарта», был основным игроком атакующей звена команды.
В 1969 году вернулся в «Мальмё». На этот раз провёл в составе этой команды десять сезонов. Завершил профессиональную игровую карьеру в клубе «Треллеборг», за который выступал в течение одного сезона.

## Выступления за сборную
В 1964 году дебютировал в официальных матчах в составе национальной сборной Швеции. На протяжении карьеры в национальной команде, которая длилась 15 лет, провёл в форме главной команды страны 70 матчей, забив 17 голов.
В составе сборной был участником чемпионата мира 1970 года в Мексике, чемпионата мира 1974 года в ФРГ, чемпионата мира 1978 года в Аргентине.

## Достижения

### Командные
- Чемпион Швеции (7):
  - «Мальме» : 1965, 1970, 1971, 1974, 1975, 1977
- Обладатель Кубка Швеции (4):
  - «Мальме» : 1973, 1974, 1975, 1978

### Личные
- Лучший шведский футболист года (2): 1965, 1973
- Лучший бомбардир чемпионата Швеции (3): 1963, 1965, 1970